# Hugo Distler
Hugo Distler (24. června 1908 Norimberk – 1. listopadu 1942, Berlín) byl německý hudební skladatel a varhaník. Je známý především jako skladatel sborové církevní hudby pro potřeby evangelické církve. Po převzetí moci nacisty se Distler snažil přizpůsobit a roku 1933 dokonce vstoupil do NSDAP. Po vypuknutí války se však jeho postoj k režimu stal kritičtějším. Spáchal sebevraždu poté, co obdržel povolávací rozkaz.